# إيموجن ستيوارت
إيموجن ستيوارت (بالألمانية: Imogen Stuart)‏ (مواليد 1927 - 25 مارس 2024) هي نحّاتة ألمانية، ولدت في 1927 في برلين في ألمانيا.